# Карниці (Тшебницький повіт)
Карниці (пол. Karnice) — село в Польщі, у гміні Жміґруд Тшебницького повіту Нижньосілезького воєводства.
Населення — 162 особи (2011).
У 1975-1998 роках село належало до Вроцлавського воєводства.

## Демографія
Демографічна структура станом на 31 березня 2011 року:
|          | Загалом | Допрацездатний вік | Працездатний вік | Постпрацездатний вік |
| -------- | ------- | ------------------ | ---------------- | -------------------- |
| Чоловіки | 86      | 17                 | 58               | 11                   |
| Жінки    | 76      | 20                 | 39               | 17                   |
| Разом    | 162     | 37                 | 97               | 28                   |